# بوب ويلسون (مقدم برامج إذاعية)
بوب ويلسون (بالإنجليزية: Bob Wilson) هو مقدم برامج إذاعية أمريكي، ولد في 9 مارس 1929 في ستونهام في الولايات المتحدة، وتوفي في 15 يناير 2015 في أرلينغتون ‏ في الولايات المتحدة بسبب سرطان الرئة.